# Reyer Venezia Mestre Femminile 2019-2020
Questa voce raccoglie le informazioni riguardanti il Reyer Venezia Mestre Femminile nelle competizioni ufficiali della stagione 2019-2020.

## Stagione
La stagione 2019-2020 della Umana Venezia è la diciassettesima che disputa in Serie A1 dalla rifondazione del 1998.
La squadra partecipa all'Eurolega.

## Verdetti stagionali
Competizioni nazionali
- Supercoppa italiana: (1 partita)

Semifinale persa contro Schio.

## Roster
| Umana Reyer Venezia | Umana Reyer Venezia |
| Giocatrici          | Staff tecnico       |
| ------------------- | ------------------- |

| 3  | Stati Uniti (bandiera) | G  | Jolene Anderson                 | 1986 | 173 cm |  |  |
| 4  | Italia (bandiera)      | C  | Martina Bestagno                | 1990 | 189 cm |  |  |
| 5  | Italia (bandiera)      | P  | Debora Carangelo                | 1992 | 169 cm |  |  |
| 6  | Italia (bandiera)      | PG | Gaia Gorini                     | 1992 | 180 cm |  |  |
| 8  | Italia (bandiera)      | GA | Alexandra Antonietta Ciabattoni | 1994 | 183 cm |  |  |
| 10 | Italia (bandiera)      | A  | Valeria De Pretto               | 1991 | 185 cm |  |  |
| 12 | Lettonia (bandiera)    | A  | Anete Šteinberga                | 1990 | 190 cm |  |  |
| 13 | Lituania (bandiera)    | C  | Gintarė Petronytė               | 1989 | 197 cm |  |  |
| 16 | Italia (bandiera)      | P  | Chiara Pastore                  | 1986 | 175 cm |  |  |
| 20 | Italia (bandiera)      | C  | Laura Meldere                   | 2001 | 191 cm |  |  |
| 30 | Italia (bandiera)      | A  | Francesca Leonardi              | 2002 | 184 cm |  |  |
| 33 | Italia (bandiera)      |    | Clara Rosini                    | 2002 |        |  |  |
| 33 | Italia (bandiera)      |    | Chiara Grattini                 | 2001 |        |  |  |
| 41 | Italia (bandiera)      | A  | Elisa Penna                     | 1995 | 186 cm |  |  |
| 49 | Italia (bandiera)      | A  | Laura Macchi (C)                | 1979 | 188 cm |  |  |

| Allenatore                                                                                           |
| - Giampiero Ticchi                                                                                   |
| Assistente/i                                                                                         |
| - Massimo Romano - Juan Pernias Escrig Legenda - (C) Capitano Roster Aggiornato al: 25 novembre 2019 |

## Risultati

### Supercoppa italiana

#### Semifinale
| Arbitri: | Francesco Terranova (Ferrara) Andrea Chersicla (Lecco) Cristina Maria Culmone (Bologna) |

|          |          |                                |
| Gruda 22 | Punti    | 15 Penna                       |
| Dotto 7  | Assist   | 3 Anderson, Macchi, Šteinberga |
| Gruda 7  | Rimbalzi | 7 Šteinberga                   |